# Шкроб, Марина Александровна
Мари́на Алекса́ндровна Шкроб (бел. Марына Аляксандраўна Шкроб, род. 13 августа 1967, Пуховичи, Минская область) — белорусский врач — акушер-гинеколог, политик, депутат Палаты представителей Национального собрания VII созыва. В парламенте является членом Постоянной комиссии по здравоохранению, физической культуре, семейной и молодёжной политике.

## Биография
Родилась 13 августа 1967 года в местечке Пуховичи Минской области.
Имеет высшее образование, окончила Минский ордена Трудового Красного Знамени государственный медицинский институт по специальности «Лечебное дело».
Работала санитаркой, медицинской сестрой 5-й городской клинической больницы города Минска; врачом-акушером-гинекологом родильного дома № 2 г. Минска; врачом-акушером-гинекологом, заведующим отделением 5-й городской клинической больницы г. Минска; главным акушером-гинекологом управления здравоохранения Минского областного исполнительного комитета; заместителем главного врача по акушерско-гинекологической помощи 5-й городской клинической больницы г. Минска.
17 ноября 2019 года, на прошедших парламентских выборах, была избрана депутатом Палаты представителей Национального собрания по Васнецовскому избирательному округу № 93. По результатам голосования, за её кандидатуру были поданы 19 830 голосов (47,64 % от общего числа), при этом явка избирателей на округе составила 67,55 %.

## Награды
- Почётные грамоты Министерства здравоохранения Республики Беларусь, Минского областного исполнительного комитета, Минского городского исполнительного комитета,
- нагрудный знак Министерства здравоохранения «Отличник здравоохранения Республики Беларусь».